# Cratilla
Cratilla är ett släkte av trollsländor. Cratilla ingår i familjen segeltrollsländor.
Kladogram enligt Catalogue of Life:
| Cratilla | \| \| Cratilla lineata \| \| \| \| \| \| Cratilla metallica \| \| \| \| |
|          | \| \| Cratilla lineata \| \| \| \| \| \| Cratilla metallica \| \| \| \| |
|          | Cratilla lineata                                                        |
|          |                                                                         |
|          | Cratilla metallica                                                      |
|          |                                                                         |

## Bildgalleri

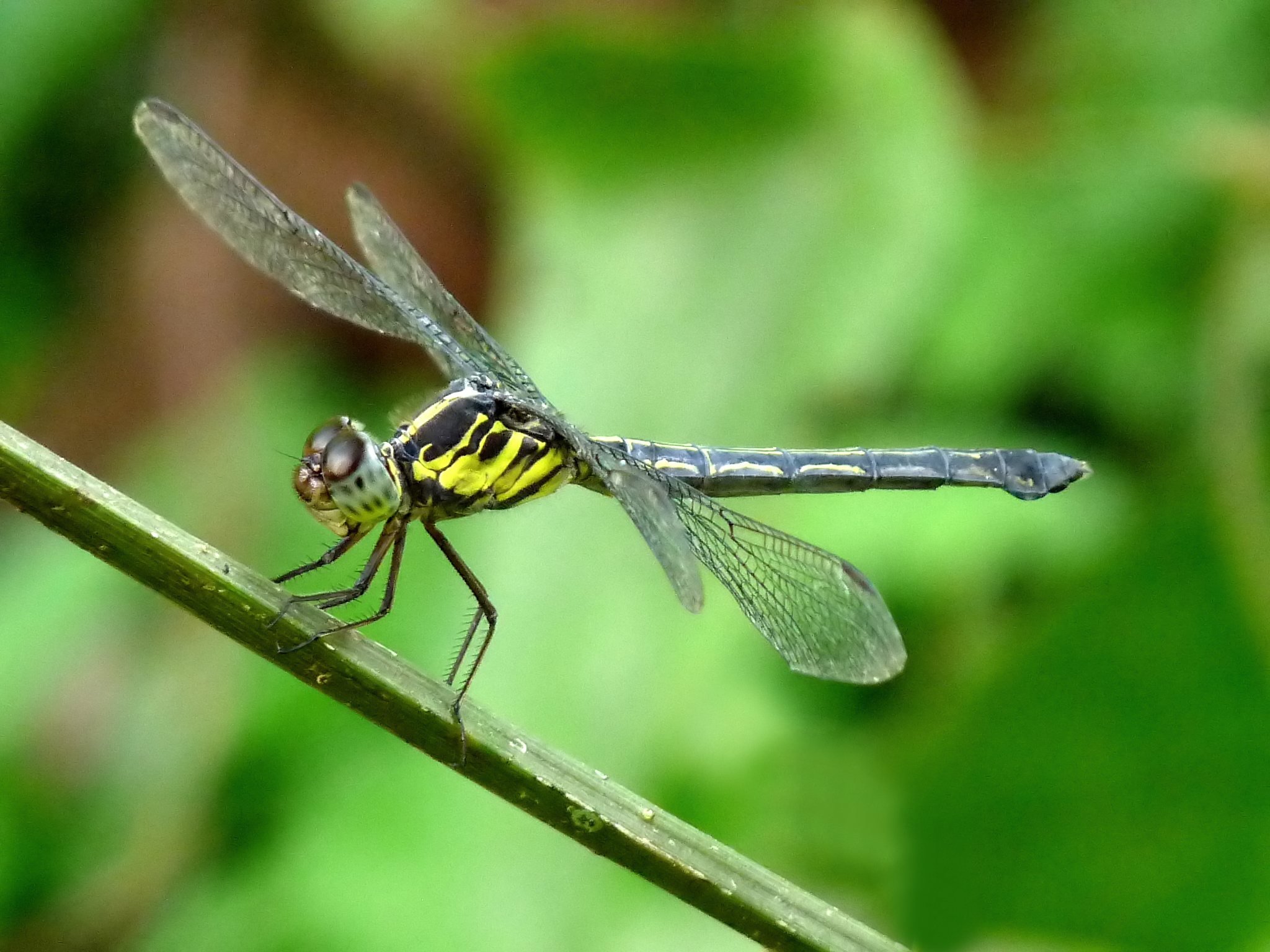
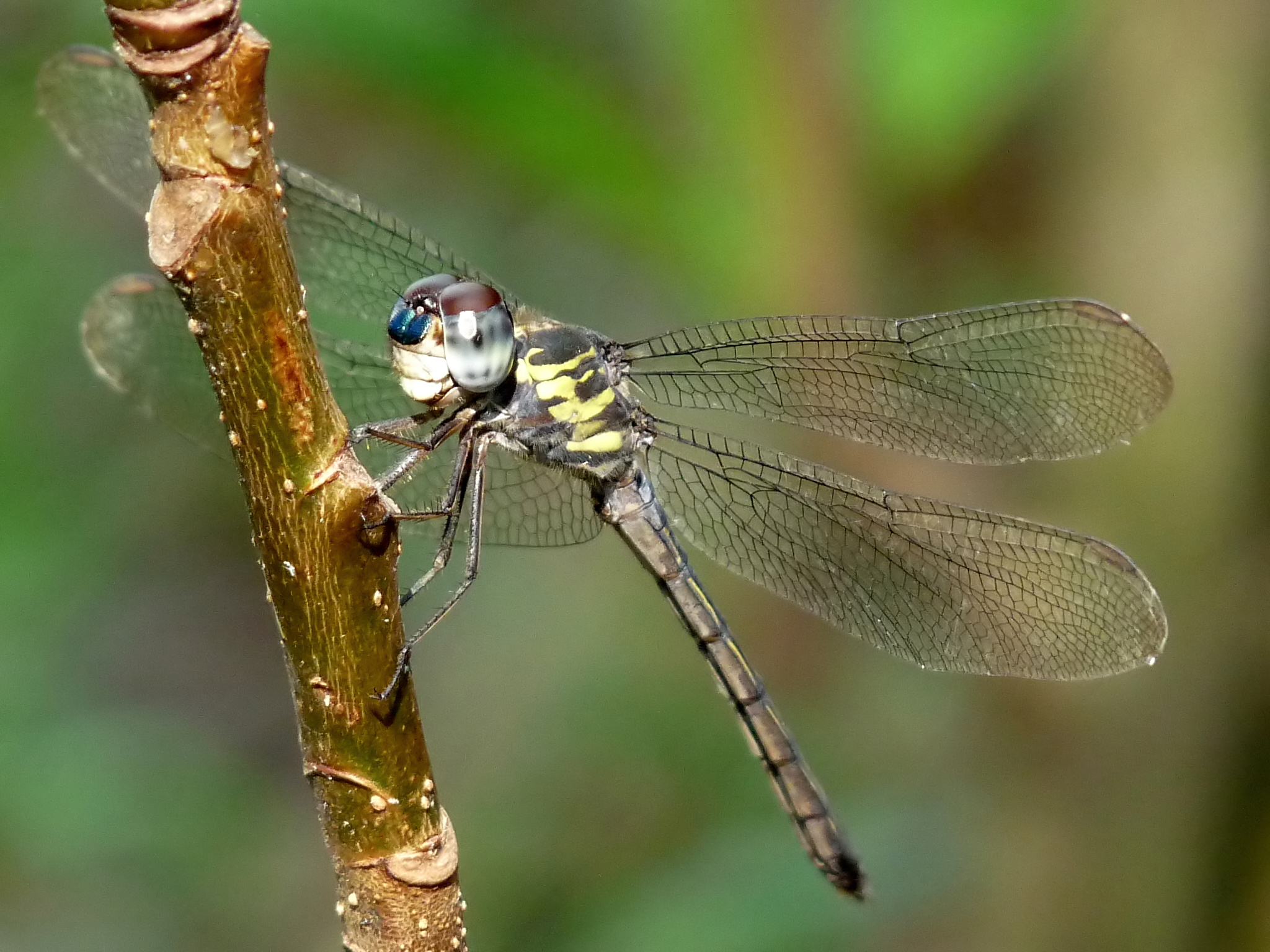
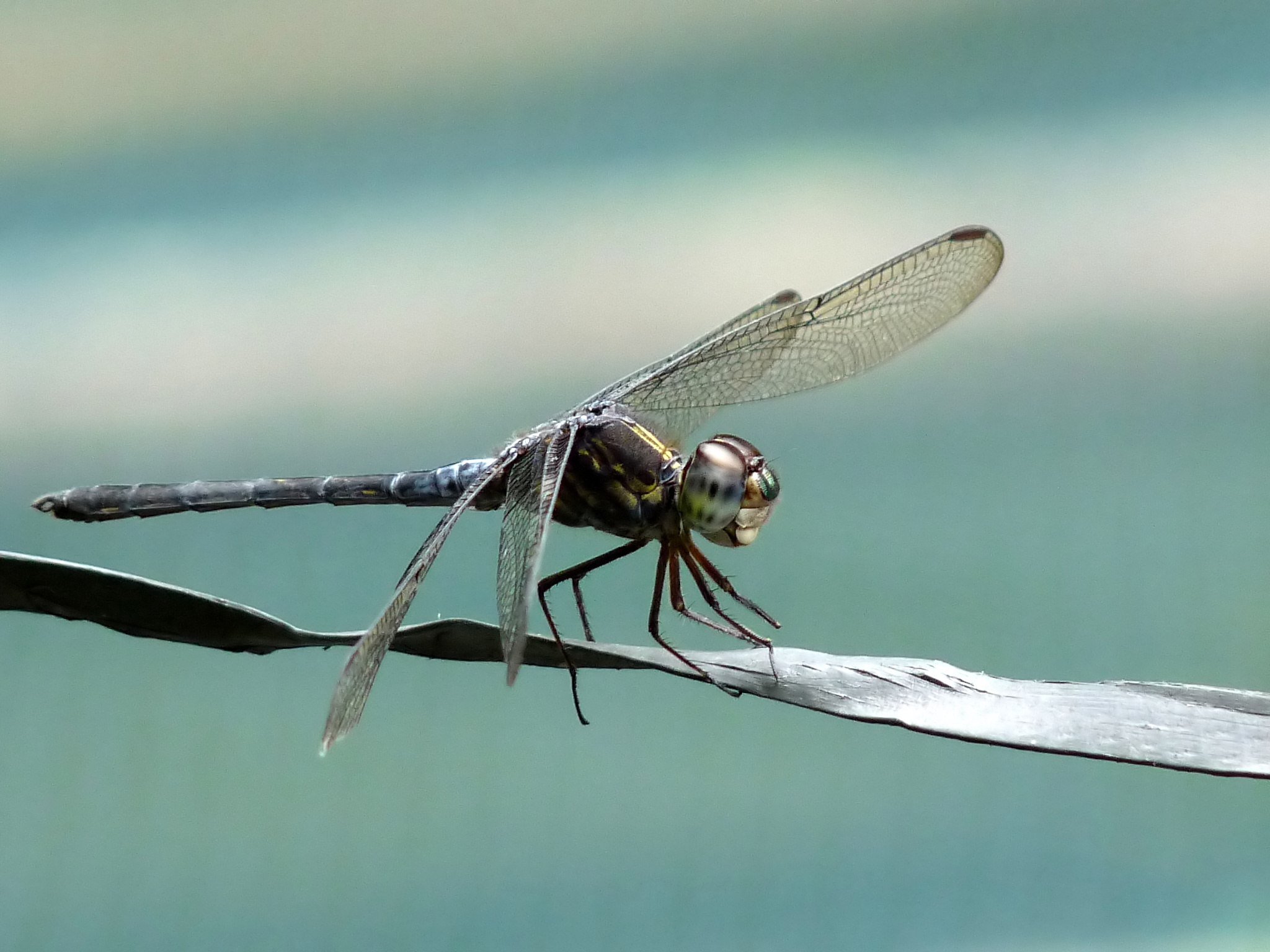